# FitGirl Repacks
FitGirl Repacks — це вебсайт, який займається розповсюдженням репаків піратських відеоігор. FitGirl Repacks відомий тим, що «перепаковує» ігри – стискаючи їх до значно меншого розміру, щоб їх можна було ефективніше завантажувати та поширювати. TorrentFreak поставив FitGirl Repacks на шосте місце у 2024 році і на дев'яте місце у списку 10 найпопулярніших торрент-сайтів у 2020 році.
FitGirl, засновниця сайту, не займається зламом ігор; натомість вона використовує існуючі інсталятори або вже зламані файли піратських ігор, як-от релізи зі варез-сцени, і стискає їх до значно меншого розміру. Перепаковані ігри, зазвичай призначені для Microsoft Windows та розповсюджуються за допомогою файлообмінних сервісів та BitTorrent. Під час інсталяції їх зазвичай супроводжує ремікс треку Tsuki Sayu Yoru Хіроміцу Агацуми від RiveR.
Талісманом FitGirl Repacks є французька акторка Одрі Тоту, яка з'являється у фільмі 2001 року «Амелі», французькій романтичній комедії режисера Жан-П'єра Жене.

## Історія
У 2012 році FitGirl почала стискати файли ігор для особистого використання. Після того, як вона зрозуміла, що публічні репаки на піратських сайтах були меншими за її власні, вона вирішила навчитися оптимізувати свої алгоритми стиснення. Коли її репаки стали більш оптимізованими, ніж ті, що вже були, вона почала поширювати їх. Перший репак, який вона опублікувала, був репак Geometry Wars 3: Dimensions на російських трекерах 6 липня 2016 року. Її репаки швидко набрали популярність; і у 2020 році TorrentFreak назвав її «найвідомішим репакером в Інтернеті».
В інтерв'ю 2016 року FitGirl заявила, що їй за 20 років і вона працює в IT-сфері. Вона заявила, що вона «жінка і дещо пишається цим», оскільки на той момент була єдиною жінкою-репакером у цій сфері. Вона народилася в Росії, але проживає в Латвії.